# Bundesvision Song Contest
 (juillet 2025).
Si vous disposez d'ouvrages ou d'articles de référence ou si vous connaissez des sites web de qualité traitant du thème abordé ici, merci de compléter l'article en donnant les références utiles à sa vérifiabilité et en les liant à la section « Notes et références ».
Bundesvision Song Contest était une émission de télévision allemande (diffusée sur ProSieben) de 2005 à 2015. L'émission, similaire au concours Eurovision, consistait à mettre en concurrence des artistes allemands venant des 16 différents länder d'Allemagne et choisis par des radios locales. Les chansons étaient jouées en direct lors de l'émission présentée par Stefan Raab.
L'émission visait à promouvoir la musique allemande, puisqu'au moins 50 % des paroles doivent être en langue allemande.
Les vainqueurs étaient choisis par les téléspectateurs (envois de SMS ou appels téléphoniques). Contrairement au concours de l'Eurovision, il était possible de voter pour l'artiste de son land. Comme à l'Eurovision, le land ayant gagné le concours était le land hôte l'année suivante. En 2015, la décision fut prise d'arrêter l'émission.

## Audiences
| Année | Date         | Part d'audience (14 à 49 ans) | Gagnant                    | Land du gagnant             |
| ----- | ------------ | ----------------------------- | -------------------------- | --------------------------- |
| 2005  | 12 février   | 21,2 % (2,55 Mio.)            | Juli                       | Hesse                       |
| 2006  | 9 février    | 18,3 % (2,14 Mio.)            | Seeed                      | Berlin                      |
| 2007  | 13 février   | 16,3 % (1,72 Mio.)            | Oomph! feat. Marta Jandová | Basse-Saxe                  |
| 2008  | 14 février   | 15,0 % (1,31 Mio.)            | Subway to Sally            | Brandebourg                 |
| 2009  | 13 février   | 17,5 % (1,91 Mio.)            | Peter Fox                  | Berlin                      |
| 2010  | 1er octobre  | 17,0 % (1,83 Mio.)            | Unheilig                   | Rhénanie-du-Nord-Westphalie |
| 2011  | 29 septembre | 12,8 % (1,31 Mio.)            | Tim Bendzko                | Berlin                      |

## Les länder allemands
| 1  | Bade-Wurtemberg, Baden-Württemberg                        |
| 2  | Bavière, Bayern                                           |
| 3  | Berlin, Berlin                                            |
| 4  | Brandebourg, Brandenburg                                  |
| 5  | Brême, Bremen                                             |
| 6  | Hambourg, Hamburg                                         |
| 7  | Hesse, Hessen                                             |
| 8  | Mecklembourg-Poméranie-Occidentale Mecklenburg-Vorpommern |
| 9  | Basse-Saxe, Niedersachsen                                 |
| 10 | Rhénanie-du-nord, Nordrhein-Westfalen                     |
| 11 | Rhénanie-Palatinat, Rheinland-Pfalz                       |
| 12 | Sarre, Saarland                                           |
| 13 | Saxe, Sachsen                                             |
| 14 | Saxe-Anhalt, Sachsen-Anhalt                               |
| 15 | Schleswig-Holstein, Schleswig-Holstein                    |
| 16 | Thuringe, Thüringen                                       |

## Bundesvision Song Contest 2005

### Organisation
Land organisateur :   Rhénanie-du-nord
Ville organisatrice :  Oberhausen
Lieu d'accueil : König Pilsener Arena
Date : 12 février 2005
Présentateurs : Stefan Raab, Annette Frier, Oliver Pocher (green room)

### Résultats
| Rang | Régions allemandes représentées     | Participant                           | Titre de la chanson (et traduction approximative)                        | Points |
| 1    | Hesse                               | Juli                                  | Geile Zeit (Bon temps)                                                   | 159    |
| 2    | Schleswig-Holstein                  | Fettes Brot                           | Emanuela                                                                 | 130    |
| 3    | Berlin                              | Sido                                  | Mama ist stolz (Maman est fière)                                         | 113    |
| 4    | Basse-Saxe                          | Mousse T. & Emma Lanford              | Right About Now                                                          | 85     |
| 5    | Bade-Wurtemberg                     | Apocalyptica feat. Marta Jandová      | Wie weit (Jusqu'où)                                                      | 77     |
| 6    | Saxe                                | De Randfichten                        | Jetzt geht die Party richtig los (Maintenant, la fête commence vraiment) | 71     |
| 7    | Thuringe                            | Clueso                                | Kein Bock zu geh'n                                                       | 63     |
| 8    | Brandebourg                         | Virginia Jetzt!                       | Wahre Liebe (véritable amour)                                            | 54     |
| 9    | Hambourg                            | Samy Deluxe                           | Generation                                                               | 44     |
| 10   | Sarre                               | Klee                                  | Gold (Or)                                                                | 37     |
| 11   | Brême                               | Lukas Hilbert                         | Kommt meine Liebe nicht bei dir an (Mon amour n'est pas réciproque)      | 31     |
| 12   | Bavière                             | Slut                                  | Why Pourquoi                                                             | 17     |
| 13   | Saxe-Anhalt                         | Jansen & Kowalski                     | Mamacita                                                                 | 15     |
| 14   | Mecklembourg-Poméranie-Occidentale  | Deichkind                             | Electric Super Dance Band                                                | 12     |
| 15   | Rhénanie-du-nord Rhénanie-Palatinat | Mamadee feat. Gentleman Sandy Mölling | Lass los (Laisse) Unexpected                                             | 10     |

## Bundesvision Song Contest 2006
Hôte: Rittal Arena Wetzlar,  Wetzlar,  Hesse, 9 février 2006
| Rang | Régions allemandes représentées    | Participant    | Titre de la chanson (et traduction approximative) | Points |
| 1    | Berlin                             | Seeed          | Ding (Chose)                                      | 151    |
| 2    | Brême                              | Revolverheld   | Freunde bleiben (Rester amis)                     | 136    |
| 3    | Thuringe                           | In Extremo     | Liam                                              | 134    |
| 4    | Hesse                              | Nadja Benaissa | Ich hab dich (Je t'ai)                            | 104    |
| 5    | Hambourg                           | OleSoul        | Hamburg & Cologne                                 | 70     |
| 6    | Basse-Saxe                         | Marlon         | Was immer du willst (toujours ce que tu veux)     | 59     |
| 7    | Bavière                            | TipTop         | TipTop                                            | 53     |
| 8    | Mecklembourg-Poméranie-Occidentale | Pyranja        | Nie wieder (Plus jamais)                          | 50     |
| 9    | Bade-Wurtemberg                    | Massive Töne   | Mein Job (Mon boulot)                             | 47     |
| 10   | Brandebourg                        | Diane Weigmann | Hast du kurz Zeit? (As-tu un peu de temps ?)      | 35     |
| 11   | Schleswig-Holstein                 | TempEau        | Schöner Tag (Belle journée)                       | 26     |
| 12   | Rhénanie-Palatinat                 | 200 Sachen     | Sekt zum Frühstück ("Champagne" au petit déjeuné) | 18     |
| 13   | Sarre                              | Reminder       | Augen zu (und rein) (Ferme les yeux (et entre))   | 17     |
| 14   | Saxe-Anhalt                        | Toni Kater     | Liebe ist (L'amour c'est)                         | 12     |
| 15   | Saxe                               | Die Raketen    | Popsong (Chanson Pop)                             | 10     |
| 16   | Rhénanie-du-nord                   | AK4711         | Kein schönerer Land (Pas de plus beau pays)       | 6      |

## Bundesvision Song Contest 2007
Hôte: Tempodrom,  Berlin,  Berlin, 9 février 2007
| Rang | Régions allemandes représentées    | Participant                        | Titre de la chanson (et traduction approximative)  | Points |
| 1    | Basse-Saxe                         | Oomph! feat. Marta Jandová         | Träumst du (Rêves-tu)                              | 147    |
| 2    | Hambourg                           | Jan Delay                          | Feuer (Feu)                                        | 138    |
| 3    | Schleswig-Holstein                 | Kim Frank                          | Lara                                               | 101    |
| 4    | Berlin                             | MIA.                               | Zirkus (Cirque)                                    | 96     |
| 5    | Rhénanie-du-nord                   | Pohlmann                           | Mädchen und Rabauken (Filles et loubards)          | 95     |
| 6    | Thuringe                           | Northern Lite feat. Chapeau Claque | Enemy (ennemis)                                    | 88     |
| 7    | Hesse                              | D-Flame                            | Mom Song                                           | 67     |
| 8    | Saxe-Anhalt                        | Jenna+Ron                          | Jung und willig (jeune et consentant)              | 56     |
| 9    | Bavière                            | Anajo feat. Suzie Kerstgens        | Wenn du nur wüsstest (Si au moins tu le savais)    | 33     |
| 10   | Bade-Wurtemberg                    | Tele                               | Mario                                              | 23     |
| 11   | Brême                              | Lea Finn                           | Ich weiß und du weißt (Je sais et tu sais)         | 20     |
| 12   | Sarre                              | B-Stinged Butterfly                | Liebe (Amour)                                      | 17     |
| 13   | Mecklembourg-Poméranie-Occidentale | Melotron Manja                     | Das Herz (Le cœur) Es ist Liebe (C'est de l'amour) | 13     |
| 15   | Brandebourg                        | Beatplanet                         | Dreh dich um und geh (Tourne-toi et pars)          | 11     |
| 16   | Rhénanie-Palatinat                 | Kalle feat. M.A.R.S. Allstars      | Aber Nice (Mais génial)                            | 10     |

## Bundesvision Song Contest 2008
Hôte: TUI Arena,  Hanovre,  Basse-Saxe, 14 février 2008
| Rang | Régions allemandes représentées    | Participant                                     | Titre de la chanson (et traduction approximative)          | Points |
| 1    | Brandebourg                        | Subway to Sally                                 | Auf Kiel                                                   | 147    |
| 2    | Thuringe                           | Clueso                                          | Keinen Zentimeter (Aucun centimètre)                       | 146    |
| 3    | Saxe-Anhalt                        | Down Below                                      | Sand in meiner Hand (Du sable dans ma main)                | 96     |
| 4    | Basse-Saxe                         | Madsen                                          | Nachtbaden (Bain de nuit)                                  | 94     |
| 5    | Mecklembourg-Poméranie-Occidentale | Jennifer Rostock                                | Kopf oder Zahl (tête ou queue)                             | 79     |
| 6    | Schleswig-Holstein                 | Panik                                           | Was würdest du tun? (Que feras-tu ?)                       | 75     |
| 7    | Berlin                             | Culcha Candela                                  | Chica                                                      | 66     |
| 8    | Hesse                              | Rapsoul                                         | König der Welt (Roi du monde)                              | 51     |
| 9    | Bade-Wurtemberg                    | Laith Al-Deen                                   | Du (Toi)                                                   | 46     |
| 10   | Bavière                            | Sportfreunde Stiller                            | Antinazibund (allianceAnti-Nazi )                          | 32     |
| 11   | Brême                              | paulsrekorder                                   | Anna                                                       | 20     |
| 12   | Hambourg                           | Das Bo                                          | Ohne Bo (Sans Bo)                                          | 19     |
| 13   | Rhénanie-Palatinat                 | Peilomat                                        | Jenny                                                      | 17     |
| 14   | Rhénanie-du-nord                   | Sisters                                         | Unite (Unis)                                               | 16     |
| 15   | Saxe Sarre                         | The Far East Band feat. Dean Dawson Casino Zero | Unfassbar (Inconcevable) Gib mir einen Blick (Regarde-moi) | 12     |

## Bundesvision Song Contest 2009
Hôte: Metropolis-Halle, Potsdam,  Brandebourg, 13 février 2009
| Rang | Régions allemandes représentées    | Participant                    | Titre de la chanson (et traduction approximative)                   | Points |
| 1    | Berlin                             | Peter Fox                      | Schwarz zu blau (Noir à bleu)                                       | 174    |
| 2    | Saxe                               | Polarkreis 18                  | The Colour of Snow (La couleur de la neige)                         | 131    |
| 3    | Rhénanie-du-nord                   | Rage                           | Gib dich nie auf (Ne te donne pas)                                  | 112    |
| 4    | Bade-Wurtemberg                    | Cassandra Steen                | Darum Leben Wir (C'est pourquoi nous vivons)                        | 103    |
| 5    | Hambourg                           | Olli Schulz                    | Mach den Bibo!                                                      | 73     |
| 6    | Hesse Thuringe                     | Fräulein Wunder Chapeau Claque | Sternradio (radio étoile) Pandora (Kiss Miss Tragedy)               | 53     |
| 8    | Schleswig-Holstein                 | Ruben Cossani                  | Bis auf letzte Nacht (Jusqu'à la dernière nuit)                     | 44     |
| 9    | Brandebourg                        | Sven van Thom                  | Jaqueline (Ich hab Berlin gekauft) (Jaqueline (J'ai acheté Berlin)) | 37     |
| 10   | Bavière                            | Claudia Koreck                 | I wui dass du woasst (Je veux savoir ce que tu sais)                | 34     |
| 11   | Brême                              | FlowinImmo et les Freaqz       | Urlaub am Attersee (Vacances au lac Attersee)                       | 25     |
| 12   | Mecklembourg-Poméranie-Occidentale | Marteria                       | Zum König geboren (Né pour être roi)                                | 23     |
| 12   | Rhénanie-Palatinat                 | Pascal Finkenauer              | Unter Grund (Sous terre, Underground)                               | 23     |
| 14   | Sarre                              | P:lot                          | Mein Name ist (My name is)                                          | 21     |
| 15   | Basse-Saxe                         | Fotos                          | Du fehlst mir (Tu me manques)                                       | 12     |
| 16   | Saxe-Anhalt                        | Angelas Park                   | Generation Monoton (Generation Monotone)                            | 10     |

## Bundesvision Song Contest 2010
Hôte: Berlin
| Rang | Régions allemandes représentées    | Participant                           | Titre de la chanson (et traduction approximative) | Points |
| 1    | Rhénanie-du-Nord-Westphalie        | Unheilig                              | Unter deiner Flagge (Sous ta bannière)            | 164    |
| 2    | Saxe-Anhalt                        | Silly                                 | Alles Rot (Tout rouge)                            | 152    |
| 3    | Berlin                             | Ich + Ich feat. Mohamed Mounir        | Yasmine                                           | 100    |
| 4    | Bavière                            | Blumentopf                            | SoLaLa (Moyen)                                    | 94     |
| 5    | Brandebourg                        | Das Gezeichnete Ich                   | Du, Es und Ich                                    | 87     |
| 6    | Thuringe                           | Norman Sinn & Ryo                     | Planlos (radio étoile)                            | 79     |
| 7    | Schleswig-Holstein                 | Stanfour                              | Sail on                                           | 60     |
| 8    | Hambourg                           | Selig                                 | Von Ewigkeit zu Ewigkeit                          | 40     |
| 9    | Bade-Wurtemberg                    | Bakkushan                             | Springwut                                         | 39     |
| 10   | Mecklembourg-Poméranie-Occidentale | Sebastian Hämer                       | Is' schon ok                                      | 22     |
| 11   | Brême Saxe                         | Kleinstadthelden Blockflöte des Todes | Indie Boys Alles wird teurer                      | 20     |
| 13   | Hesse                              | Oceana                                | Far Away                                          | 18     |
| 14   | Rhénanie-Palatinat                 | Auletta                               | Sommerdiebe (Amour d'été)                         | 17     |
| 15   | Sarre                              | Mikroboy                              | Nichts ist umsonst                                | 12     |
| 16   | Basse-Saxe                         | Bernd Begemann & Dirk Darmstaedter    | So geht das jede Nach                             | 4      |

## Bundesvision Song Contest 2011
Hôte: Cologne Rhénanie-du-Nord-Westphalie, 29 septembre 2011
| Rang | Régions allemandes représentées    | Participant                       | Titre de la chanson (et traduction approximative)                                                                               | Points |
| 1    | Berlin                             | Tim Bendzko                       | Wenn Worte meine Sprache wären (Si les mots étaient ma langue)                                                                  | 141    |
| 2    | Brême                              | Flo Mega                          | Zurück (De nouveau) | 111    |
| 3    | Basse-Saxe                         | Bosse & Anna Loos                 | Frankfurt Oder | 102    |
| 4    | Bade-Wurtemberg                    | Glasperlenspiel                   | Echt (Real) | 91     |
| 5    | Saxe                               | Kraftklub                         | Ich will nicht nach Berlin (Je ne veux pas aller à Berlin)                                                                      | 89     |
| 6    | Rhénanie-Palatinat                 | Jupiter Jones                     | ImmerFürImmer (Pour toujours)                                                                                                   | 86     |
| 7    | Rhénanie-du-Nord-Westphalie        | Frida Gold                        | Unsere Liebe is aus Gold (Notre amour est en or)                                                                                | 76     |
| 8    | Hambourg                           | Thees Uhlmann                     | Zum Laichen und Sterben ziehen die Lachse den Fluss hinauf (Pour se reproduire et pour mourir les saumons remontent la rivière) | 66     |
| 8    | Mecklembourg-Poméranie-Occidentale | Jennifer Rostock                  | Ich kann nicht mehr (Je n'en peux plus)                                                                                         | 66     |
| 10   | Bavière                            | Andreas Bourani                   | Eisberg (Iceberg) | 26     |
| 11   | Sarre                              | Pierre Ferdinand et les Charmeurs | Ganz Paris ist eine Disco (Tout Paris est une discothèque)                                                                      | 17     |
| 12   | Thuringe                           | Alin Coen Band                    | Ich war hier (J'étais ici) | 13     |
| 13   | Brandebourg                        | Doreen                            | Wie konntest du nur? (Comment oses-tu ?)                                                                                        | 12     |
| 13   | Hesse                              | Juli                              | Du lügst so schön (Tu mens si bien)                                                                                             | 12     |
| 13   | Saxe-Anhalt                        | Flimmerfrühstück                  | Tu's nicht ohne Liebe (Ne le fais pas sans amour)                                                                               | 12     |
| 16   | Schleswig-Holstein                 | Muttersöhnchen                    | Essen geh'n (Aller manger) | 8      |